# Mable Esendi
Mable Esendi, née en 1961, est une athlète kényane.

## Carrière
Aux Championnats d'Afrique d'athlétisme 1984 à Rabat, Mable Esendi est médaillée d'or du relais 4 × 100 mètres et du relais 4 × 400 mètres  et médaillée d'argent du 400 mètres.